# Kyselina fumarylacetooctová
Kyselina fumarylacetooctová je dikarboxylová kyselina a meziprodukt metabolismu aminokyseliny tyrosinu. Vzniká izomerizací kyseliny maleylacetooctové působením enzymu maleylacetoacetátizomerázy. Dále se za přítomnosti fumarylacetoacetáthydrolázy mění na acetoacetát, fumarát, a H+.